# Reformierte Kirche Buchs SG
| SG ist das Kürzel für den Kanton St. Gallen in der Schweiz. Es wird verwendet, um Verwechslungen mit anderen Einträgen des Namens Buchs zu vermeiden. |

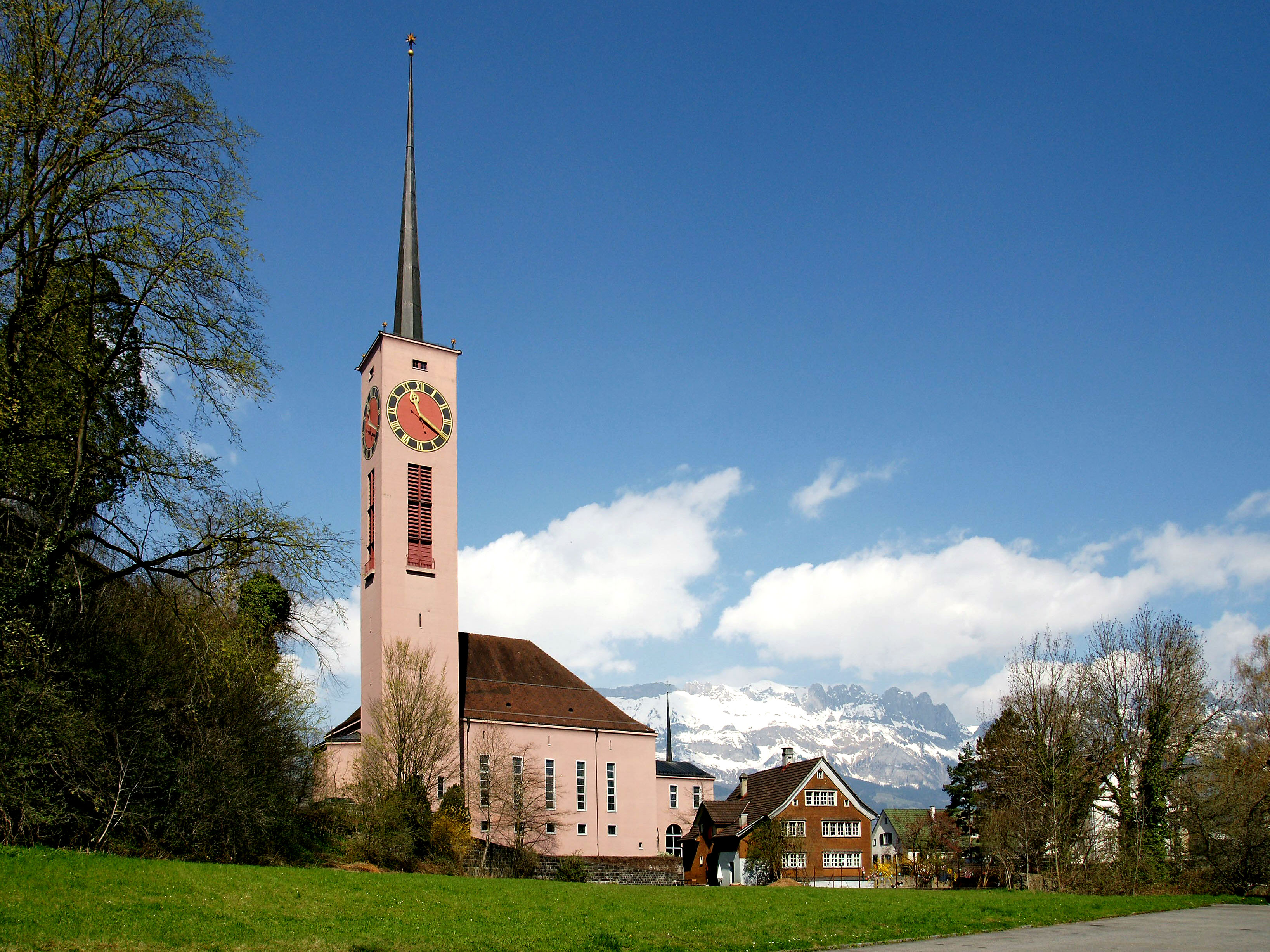
Reformierte Kirche Buchs

Die Reformierte Kirche Buchs SG wurde 1931/32 als Ersatz für eine kleinere Kirche am gleichen Ort, die am 16. März 1931 durch Sprengung abgerissen wurde, errichtet. Der 82 Meter hohe Turm gilt als der erste ganz aus Beton gebaute Kirchturm der Schweiz. Die Reformierte Kirche Buchs SG ist damit die sechsthöchste Kirche der Schweiz. Sie wurde am 28. Februar 1932 eingeweiht und hat Sitzplätze für 650 Personen.